# Championnat de France de rugby à XV de 1re division fédérale 2020-2021
Navigation
Fédérale 1 2019-2020 Fédérale 1 2021-2022
Le championnat de France de rugby à XV de 1re division fédérale 2020-2021 voit s'affronter 45 équipes réparties dans 4 poules. Les deux équipes finalistes sont promues en Nationale à l'issue de la saison.
Le 3 novembre 2020, le bureau fédéral de la FFR annonce la suspension du championnat jusqu'au mois de janvier, en raison de la pandémie de Covid-19 et du deuxième confinement de 2020 en France.
Le 26 février 2021, la FFR annonce l'arrêt définitif des compétitions amateurs et le gel des montées et des descentes pour tous les niveaux.

## Règlement

### Participants
Le championnat de France de division fédérale est disputé par 45 équipes qui sont invitées à y participer en fonction du classement sportif qu'elles ont obtenu à l'issue de la saison sportive écoulée, sous réserve notamment de l'application des dispositions de l'article 344 des règlements généraux de la FFR en cas de refus d'accession, de rétrogradation, de forfait général ou d’exclusion d’un club.
Ces 45 équipes se dénombrent en principe de la façon suivante :
- les 31 équipes ayant participé au championnat de France de Fédérale 1 lors de la saison précédente et qui ne sont ni promues dans la nouvelle division Nationale ni rétrogradées dans les divisions inférieures;
- les 14 équipes issues du championnat de France de Fédérale 2 à l'issue de la saison précédente sur la base du classement national 2019-2020.

### Organisation initiale
Les équipes invitées à participer au championnat sont réparties dans 4 poules de 11 ou 12 clubs, réparties par zone géographique. Les équipes de chaque poule sont opposées lors de matchs « aller » et « retour ».
Les équipes classées aux 1re et 2e places de chaque poule sont directement qualifiés pour la phase finale, qui débute en huitième de finale. Les 3es, 4es, 5es et 6es disputent un tour de barrage, sur le terrain du mieux classé à l'issue de la phase qualificative. Les vainqueurs sont qualifiés pour le tour principal de la phase finale. Les deux finalistes du tour principal sont promus en Nationale. Le vainqueur de la finale est sacré champion de France de Fédérale 1.
Les 11es de poule et le 12e de la poule de 12 équipes sont relégués en Fédérale 2.

## Saison régulière

### Poule 1
| \| Beauvais RC CM Floirac Stade langonnais Limoges rugby Olympique marcquois US Marmande Niort RC CA Périgueux Rennes EC RCB Arcachon SA Trélissac \| Localisation des clubs engagés dans le championnat en poule 1. |
| Beauvais RC CM Floirac Stade langonnais Limoges rugby Olympique marcquois US Marmande Niort RC CA Périgueux Rennes EC RCB Arcachon SA Trélissac                                                                      |

| Club                          | Ville                        | Saison 2019-2020 (classement national) |
| ----------------------------- | ---------------------------- | -------------------------------------- |
| Beauvais RC (P)               | Beauvais                     | 9e en Fédérale 2                       |
| Club municipal de Floirac (P) | Floirac                      | 14e en Fédérale 2                      |
| Stade langonnais (P)          | Langon                       | 6e en Fédérale 2                       |
| Limoges rugby (P)             | Limoges                      | 3e en Fédérale 2                       |
| Olympique marcquois rugby (P) | Marcq-en-Barœul              | 2e en Fédérale 2                       |
| US Marmande                   | Marmande                     | 24e                                    |
| Niort RC                      | Niort                        | 20e                                    |
| CA Périgueux (P)              | Périgueux                    | 10e en Fédérale 2                      |
| Rennes EC                     | Rennes                       | 33e                                    |
| RC bassin d'Arcachon          | La Teste-de-Buch et Arcachon | 38e                                    |
| SA Trélissac                  | Trélissac                    | 16e                                    |

| Rang | Club                        | J | V | N | D | Bo | Bd | Pm  | Pe  | Diff | Pts |
| ---- | --------------------------- | - | - | - | - | -- | -- | --- | --- | ---- | --- |
| 1    | Niort RC                    | 6 | 5 | 0 | 1 | 3  | 1  | 160 | 67  | +93  | 26  |
| 2    | Rennes EC                   | 4 | 4 | 0 | 0 | 3  | 0  | 145 | 35  | +110 | 21  |
| 3    | CA Périgueux P              | 3 | 3 | 0 | 0 | 3  | 0  | 110 | 18  | +92  | 17  |
| 4    | US Marmande                 | 3 | 3 | 0 | 0 | 0  | 0  | 52  | 37  | +15  | 14  |
| 5    | Limoges rugby P             | 3 | 1 | 1 | 1 | 1  | 1  | 55  | 34  | +21  | 10  |
| 6    | RC bassin d'Arcachon        | 4 | 1 | 1 | 2 | 1  | 0  | 58  | 73  | -15  | 9   |
| 7    | Stade langonnais P          | 5 | 1 | 0 | 4 | 0  | 2  | 77  | 153 | -76  | 8   |
| 8    | Olympique marcquois rugby P | 3 | 1 | 0 | 2 | 0  | 1  | 44  | 76  | -32  | 7   |
| 9    | Beauvais RC P               | 5 | 1 | 0 | 4 | 0  | 1  | 61  | 139 | -78  | 7   |
| 10   | Club municipal de Floirac P | 3 | 1 | 0 | 2 | 0  | 1  | 47  | 61  | -14  | 7   |
| 11   | SA Trélissac                | 5 | 0 | 0 | 5 | 0  | 0  | 40  | 156 | -116 | 2   |

|  | Rétrogradé en Fédérale 3 2021-2022 |
|  | P : Promu de Fédérale 2 2019-2020  |

### Poule 2
| \| CS Beaune AS Bédarrides RC Châteaurenard RC Drancy US Issoire AS Mâcon RC Nîmes CS nuiton FCS Rumilly CS Vienne Stade métropolitain \| Localisation des clubs engagés dans le championnat en poule 2. |
| CS Beaune AS Bédarrides RC Châteaurenard RC Drancy US Issoire AS Mâcon RC Nîmes CS nuiton FCS Rumilly CS Vienne Stade métropolitain                                                                      |

| Club                              | Ville                             | Saison 2019-2020 (classement national) |
| --------------------------------- | --------------------------------- | -------------------------------------- |
| CS Beaune                         | Beaune                            | 23e                                    |
| AS Bédarrides Châteauneuf-du-Pape | Bédarrides et Châteauneuf-du-Pape | 27e                                    |
| RC Châteaurenard                  | Châteaurenard                     | 36e                                    |
| RC Drancy                         | Drancy                            | 47e                                    |
| US Issoire                        | Issoire                           | 42e                                    |
| AS Mâcon                          | Mâcon                             | 30e                                    |
| RC Nîmes                          | Nîmes                             | 32e                                    |
| CS nuiton (P)                     | Nuits-Saint-Georges               | 1er en Fédérale 2                      |
| RCS Rumilly                       | Rumilly                           | 25e                                    |
| CS Vienne                         | Vienne                            | 15e                                    |
| Stade métropolitain               | Villeurbanne et Rillieux-la-Pape  | 34e                                    |

| Rang | Club                              | J | V | N | D | Bo | Bd | Pm  | Pe  | Diff | Pts |
| ---- | --------------------------------- | - | - | - | - | -- | -- | --- | --- | ---- | --- |
| 1    | CS Vienne                         | 5 | 4 | 0 | 1 | 2  | 1  | 104 | 50  | +54  | 21  |
| 2    | AS Mâcon                          | 6 | 4 | 0 | 2 | 1  | 2  | 128 | 66  | +62  | 21  |
| 3    | AS Bédarrides Châteauneuf-du-Pape | 4 | 4 | 0 | 0 | 2  | 0  | 111 | 62  | +49  | 20  |
| 4    | Stade métropolitain               | 6 | 3 | 1 | 2 | 1  | 2  | 157 | 121 | +36  | 19  |
| 5    | RC Nîmes                          | 5 | 3 | 0 | 2 | 0  | 1  | 110 | 109 | +1   | 15  |
| 6    | CS Beaune                         | 5 | 2 | 0 | 3 | 2  | 2  | 135 | 118 | +17  | 14  |
| 7    | RCS Rumilly                       | 4 | 2 | 1 | 1 | 2  | 0  | 129 | 98  | +31  | 14  |
| 8    | CS nuiton P                       | 5 | 2 | 0 | 3 | 0  | 0  | 81  | 134 | -53  | 10  |
| 9    | US Issoire                        | 4 | 2 | 0 | 2 | 0  | 0  | 28  | 73  | -45  | 10  |
| 10   | RC Châteaurenard                  | 4 | 0 | 0 | 4 | 0  | 2  | 43  | 98  | -55  | 4   |
| 11   | RC Drancy                         | 6 | 0 | 0 | 6 | 0  | 0  | 53  | 150 | -97  | 2   |

|  | Relégués en Fédérale 2 2021-2022  |
|  | P : Promu de Fédérale 2 2019-2020 |

### Poule 3
| \| CO Berre XV Avenir castanéen Céret sportif SC Graulhet RCHCC AS vauréenne SC Mazamet SC appaméen US Saint-Sulpice US seynoise FC TOAC TOEC \| Localisation des clubs engagés dans le championnat en poule 3. |
| CO Berre XV Avenir castanéen Céret sportif SC Graulhet RCHCC AS vauréenne SC Mazamet SC appaméen US Saint-Sulpice US seynoise FC TOAC TOEC                                                                      |

| Club                           | Ville                           | Saison 2019-2020 (classement national) |
| ------------------------------ | ------------------------------- | -------------------------------------- |
| CO Berre XV (P)                | Berre-l'Étang                   | 29e en Fédérale 2                      |
| Avenir castanéen               | Castanet-Tolosan                | 46e                                    |
| Céret sportif                  | Céret                           | 40e                                    |
| SC Graulhet                    | Graulhet                        | 45e                                    |
| RC Hyères Carqueiranne La Crau | Hyères, Carqueiranne et La Crau | 21e                                    |
| AS vauréenne                   | Lavaur                          | 31e                                    |
| SC Mazamet                     | Mazamet                         | 43e                                    |
| SC Pamiers                     | Pamiers                         | 41e                                    |
| US Saint-Sulpice               | Saint-Sulpice-sur-Lèze          | 19e                                    |
| US seynoise (P)                | La Seyne-sur-Mer                | 7e en Fédérale 2                       |
| FC TOAC TOEC (P)               | Toulouse                        | 22e en Fédérale 2                      |

| Rang | Club                           | J | V | N | D | Bo | Bd | Pm  | Pe | Diff | Pts |
| ---- | ------------------------------ | - | - | - | - | -- | -- | --- | -- | ---- | --- |
| 1    | RC Hyères Carqueiranne La Crau | 5 | 4 | 0 | 1 | 2  | 1  | 153 | 66 | +87  | 21  |
| 2    | US seynoise P                  | 4 | 4 | 0 | 0 | 2  | 0  | 111 | 44 | +67  | 20  |
| 3    | SC Pamiers                     | 4 | 3 | 0 | 1 | 0  | 0  | 98  | 64 | +34  | 15  |
| 4    | Céret sportif                  | 5 | 2 | 1 | 2 | 1  | 1  | 80  | 87 | -7   | 14  |
| 5    | CO Berre XV P                  | 4 | 3 | 0 | 1 | 0  | 0  | 80  | 74 | +6   | 14  |
| 6    | FC TOAC TOEC P                 | 4 | 1 | 1 | 2 | 0  | 1  | 68  | 88 | -20  | 9   |
| 7    | SC Mazamet                     | 3 | 0 | 0 | 3 | 0  | 1  | 42  | 95 | -53  | 3   |
| 8    | Avenir castanéen               | 2 | 0 | 0 | 2 | 0  | 1  | 29  | 45 | -16  | 3   |
| 9    | US Saint-Sulpice               | 2 | 0 | 0 | 2 | 0  | 1  | 35  | 50 | -15  | 3   |
| 10   | SC Graulhet                    | 2 | 0 | 0 | 2 | 0  | 0  | 20  | 59 | -39  | 2   |
| 11   | AS Lavaur                      | 1 | 0 | 0 | 1 | 0  | 0  | 12  | 56 | -44  | 2   |

|  | Relégués en Fédérale 2 2021-2022  |
|  | P : Promu de Fédérale 2 2019-2020 |

### Poule 4
| \| Anglet olympique RC Auch Stade bagnérais CA Castelsarrasin AS fleurantine CA Lannemezan Lombez Samatan SA Mauléon FC Oloron Saint-Jean-de-Luz O US Tyrosse Avenir valencien \| Localisation des clubs engagés dans le championnat en poule 4. |
| Anglet olympique RC Auch Stade bagnérais CA Castelsarrasin AS fleurantine CA Lannemezan Lombez Samatan SA Mauléon FC Oloron Saint-Jean-de-Luz O US Tyrosse Avenir valencien                                                                      |

| Club                        | Ville                    | Saison 2019-2020 (classement national) |
| --------------------------- | ------------------------ | -------------------------------------- |
| Anglet olympique            | Anglet                   | 26e                                    |
| RC Auch (P)                 | Auch                     | 4e en Fédérale 2                       |
| Stade bagnérais             | Bagnères-de-Bigorre      | 35e                                    |
| CA Castelsarrasin (P)       | Castelsarrasin           | 8e en Fédérale 2                       |
| AS Fleurantine              | Fleurance                | 28e                                    |
| CA Lannemezan               | Lannemezan               | 22e                                    |
| Lombez Samatan club (P)     | Lombez et Samatan        | 11e en Fédérale 2                      |
| SA Mauléon                  | Mauléon-Licharre         | 14e                                    |
| FC Oloron                   | Oloron-Sainte-Marie      | 39e                                    |
| Saint-Jean-de-Luz olympique | Saint-Jean-de-Luz        | 11e                                    |
| US Tyrosse                  | Saint-Vincent-de-Tyrosse | 29e                                    |
| Avenir valencien (P)        | Valence d'Agen           | 15e en Fédérale 2                      |

| Rang | Club                        | J | V | N | D | Bo | Bd | Pm  | Pe  | Diff | Pts |
| ---- | --------------------------- | - | - | - | - | -- | -- | --- | --- | ---- | --- |
| 1    | US Tyrosse                  | 4 | 4 | 0 | 0 | 2  | 0  | 93  | 38  | +55  | 20  |
| 2    | AS fleurantine              | 5 | 4 | 0 | 1 | 1  | 0  | 125 | 74  | +51  | 19  |
| 3    | SA Mauléon                  | 5 | 3 | 1 | 1 | 1  | 0  | 126 | 91  | +35  | 17  |
| 4    | Avenir valencien P          | 3 | 3 | 0 | 0 | 2  | 0  | 118 | 58  | +60  | 16  |
| 5    | Anglet olympique            | 4 | 2 | 1 | 1 | 0  | 1  | 62  | 61  | +1   | 13  |
| 6    | RC Auch P                   | 5 | 2 | 0 | 3 | 0  | 3  | 80  | 72  | +8   | 13  |
| 7    | CA Lannemezan               | 3 | 2 | 0 | 1 | 0  | 0  | 65  | 52  | +13  | 10  |
| 8    | Stade bagnérais             | 4 | 2 | 0 | 2 | 0  | 0  | 64  | 76  | -12  | 10  |
| 9    | Saint-Jean-de-Luz olympique | 4 | 1 | 0 | 3 | 0  | 2  | 80  | 91  | -11  | 8   |
| 10   | FC Oloron                   | 3 | 1 | 0 | 2 | 0  | 0  | 52  | 91  | -39  | 6   |
| 11   | CA Castelsarrasin P         | 5 | 0 | 0 | 5 | 0  | 2  | 60  | 129 | -69  | 4   |
| 12   | Lombez Samatan P            | 5 | 0 | 0 | 5 | 0  | 1  | 71  | 163 | -92  | 3   |

|  | Relégués en Fédérale 2 2021-2022  |
|  | P : Promu de Fédérale 2 2019-2020 |

## Résultats détaillés

### Phase régulière

#### Tableau synthétique des résultats
L'équipe qui reçoit est indiquée dans la colonne de gauche.

##### Poule 1
| Clubs                | BAR   | BEA   | FLO   | LAN   | LIM | MEB | MAR   | NIO   | PER   | REN  | TRE   |
| -------------------- | ----- | ----- | ----- | ----- | --- | --- | ----- | ----- | ----- | ---- | ----- |
| RC bassin d'Arcachon |       | -     | 25-12 | -     | -   | -   | -     | -     | -     | -    | -     |
| Beauvais RC          | -     |       | -     | -     | -   | -   | 16-13 | -     | 6-25  | -    | -     |
| CM Floirac           | -     | -     |       | 21-16 | -   | -   | -     | -     | -     | -    | -     |
| Stade langonnais     | -     | 21-20 | -     |       | -   | -   | -     | 13-35 | -     | -    | -     |
| USA Limoges          | 12-12 | -     | -     | -     |     | -   | -     | 15-19 | -     | -    | -     |
| Olympique marcquois  | -     | -     | -     | 28-21 | -   |     | -     | -     | -     | 3-39 | -     |
| US Marmande          | -     | -     | 20-14 | -     | -   | -   |       | -     | -     | -    | 20-12 |
| Niort RC             | 30-12 | 29-9  | -     | -     | -   | -   | 11-12 |       | -     | -    | -     |
| CA Périgueux         | -     | -     | -     | 49-6  | -   | -   | -     | -     |       | -    | 36-6  |
| Rennes EC            | 19-9  | 51-10 | -     | -     | -   | -   | -     | -     | -     |      | -     |
| SA Trélissac         | -     | -     | -     | 3-28  | -   | -   | 6-36  | -     | 13-36 | -    |       |

|  | Victoire à domicile |  | Match nul |  | Défaite à domicile |

##### Poule 2
| Clubs                             | BEA   | BED   | CHA   | DRA   | ISS  | MAC   | NIM   | NSG   | RUM   | SM    | VIE   |
| --------------------------------- | ----- | ----- | ----- | ----- | ---- | ----- | ----- | ----- | ----- | ----- | ----- |
| CS Beaune                         |       | -     | 32-21 | -     | 35-3 | 12-18 | -     | -     | -     | -     | -     |
| AS Bédarrides Châteauneuf-du-Pape | -     |       | 26-19 | -     | 29-7 | -     | -     | -     | -     | -     | -     |
| RC Châteaurenard                  | -     | -     |       | -     | -    | -     | -     | -     | -     | -     | -     |
| RC Drancy                         | -     | 8-27  | -     |       | -    | 0-32  | -     | 13-35 | -     | 16-26 | 3-22  |
| US Issoire                        | -     | -     | 6-3   | -     |      | -     | -     | -     | -     | -     | 12-6  |
| AS Mâcon                          | -     | -     | 34-0  | -     | -    |       | -     | -     | -     | 13-19 | 10-16 |
| RC Nîmes                          | -     | -     | -     | 22-14 | -    | 19-21 |       | -     | -     | -     |       |
| CS nuiton                         | 22-20 |       | -     | 21-12 | -    | -     | 17-32 |       | -     | -     | -     |
| RCS Rumilly                       | 54-36 | -     | -     |       | -    | -     | 33-12 | -     |       | -     |       |
| Stade métropolitain               |       | 28-29 | -     | -     | -    | -     | 24-25 | 31-9  | 29-29 |       | -     |
| CS Vienne                         | -     | -     | -     | -     | -    | -     |       | 39-12 | 21-13 | -     |       |

|  | Victoire à domicile |  | Match nul |  | Défaite à domicile |

##### Poule 3
| Clubs                          | BER   | HCC | CAS   | CER   | FCT   | GRA  | LSE   | LAV   | MAZ   | PAM   | USS   |
| ------------------------------ | ----- | --- | ----- | ----- | ----- | ---- | ----- | ----- | ----- | ----- | ----- |
| CO Berre XV                    |       | -   | -     | -     | 33-26 | -    | -     | -     | -     | 19-14 | -     |
| RC Hyères Carqueiranne La Crau | 21-3  |     | -     | -     | 30-8  | -    | 20-23 | 56-12 | -     | -     | 26-20 |
| Avenir castanéen               | -     | -   |       | -     | -     | -    | -     | -     | -     | -     | -     |
| Céret sportif                  | -     | -   | 23-22 |       | -     | -    | -     | -     | 31-3  | -     | -     |
| FC TOAC TOEC                   | -     | -   |       | 10-10 |       | -    | -     | -     | -     | -     | 24-15 |
| SC Graulhet                    | 13-25 | -   | -     | -     | -     |      | -     | -     | -     | -     | -     |
| US seynoise                    | -     | -   | -     | 30-0  | -     | 34-7 |       | -     | 24-17 | -     | -     |
| ASV Lavaur                     | -     | -   | -     | -     | -     | -    | -     |       | -     | -     | -     |
| SC Mazamet                     | -     | -   | -     | -     | -     | -    | -     | -     |       | -     | -     |
| SC Pamiers                     | -     | -   | 22-7  | 22-16 | -     | -    | -     | -     | 40-22 |       | -     |
| US Saint-Sulpice               | -     | -   | -     | -     | -     | -    | -     | 32-3  | -     | -     |       |

|  | Victoire à domicile |  | Match nul |  | Défaite à domicile |

##### Poule 4
| Clubs                       | ANG   | AUC   | BAG   | CAC   | FLE   | LAN  | LOM   | MAU   | OLO   | SJL   | TYR  | VAL  |
| --------------------------- | ----- | ----- | ----- | ----- | ----- | ---- | ----- | ----- | ----- | ----- | ---- | ---- |
| Anglet ORC                  |       | 13-9  | 10-14 | -     | -     | -    | -     | -     | -     | -     | -    | -    |
| RC Auch                     |       |       | -     | 24-18 |       | -    |       | 22-5  | -     | -     |      | -    |
| Stade bagnérais             | -     | -     |       | -     | -     | 17-9 | -     | 18-28 | -     | -     | -    | -    |
| CA Castelsarrasin           | 22-23 | -     | -     |       | -     | -    | -     | -     | -     | -     | 0-31 | -    |
| AS Fleurance                | -     | 15-10 | -     | 26-3  |       | -    | -     | -     | 38-11 | -     | -    | -    |
| CA Lannemezan               | -     | -     | -     | -     | -     |      | 24-15 | -     | -     | 32-20 | -    | -    |
| Lombez Samatan club         | -     | -     | -     |       | -     |      |       | -     |       | -     | 8-12 | 8-43 |
| SA Mauléon                  | 16-16 | -     | -     | 25-17 | -     | -    | 52-18 |       | -     | -     | -    | -    |
| FC Oloron                   | -     | -     | -     | -     | -     | -    | -     | -     |       | 15-12 | -    | -    |
| Saint-Jean-de-Luz olympique | -     | -     |       |       | 16-22 | -    | 32-22 | -     | -     |       | -    | -    |
| US Tyrosse                  | -     | 21-15 | 29-15 | -     | -     | -    | -     | -     | -     | -     |      | -    |
| Avenir valencien            | -     | -     | -     | -     | 34-24 | -    | -     |       | 41-26 | -     | -    |      |

|  | Victoire à domicile |  | Match nul |  | Défaite à domicile |